# Ô Jérusalem (film)
Pour les articles homonymes, voir Ô Jérusalem.
Pour plus de détails, voir Fiche technique et Distribution.
Ô Jérusalem est un film français d’Élie Chouraqui sorti en 2006, et est l'adaptation cinématographique du récit éponyme de Dominique Lapierre et Larry Collins. Il retrace l'immigration juive en Palestine mandataire au lendemain de la Seconde Guerre mondiale, la création de l'État d'Israël, et les différents enjeux qui opposeront les forces de défense d'Israël (Haganah, Irgoun...) à l'alliance arabe pour reconquérir Jérusalem.

## Fiche technique
- Titre : Ô Jérusalem
- Réalisation : Élie Chouraqui
- Acteurs principaux : JJ Feild, Saïd Taghmaoui, Maria Papas, Patrick Bruel
- Scénario : Élie Chouraqui et Didier Le Pêcheur
- Photographie : Giovanni Fiore Coltellacci
- Musique : Stephen Endelman
- Producteur : Jeffrey Konvitz
- Pays d'origine :  France
- Genre : Drame
- Durée : 128 minutes
- Date de sortie : 18 octobre 2006

## Tournage
Devant l'impossibilité de tourner à Jérusalem (pour, entre autres, des raisons de sécurité), le réalisateur a dû abandonner l'idée malgré « des contacts et des soutiens au plus haut niveau ». La solution est venue par un décorateur israélien qui lui a proposé de tourner à Rhodes. Comme l'explique Élie Chouraqui, « la vieille ville a été construite sur le principe de celle de Jérusalem, on appelle d'ailleurs la ville de Rhodes, la “Petite Jérusalem” ». L'équipe du film a pu y reconstituer Jérusalem telle qu'elle était en 1948. Le tournage débuta à Rhodes le 18 avril 2005.

## Distribution
- J. J. Feild (VF : Adrien Antoine) : Bobby Goldman
- Saïd Taghmaoui (VF : lui-même) : Saïd Chahine
- Maria Papas (VF : Neta Landau) : Hadassah
- Patrick Bruel (VF : lui-même) : David Levin
- Ian Holm (VF : Féodor Atkine) : David Ben Gourion
- Tovah Feldshuh (VF : Denise Metmer) : Golda Meir
- Mel Raido (VF : Alexis Victor) : Jacob
- Cécile Cassel (VF : elle-même) : Jane
- Mhairi Steenbock (VF : Sasha Supera) : Cathy
- Tom Conti (VF : Frédéric Cerdal) : sir Cunningham
- Shirel (VF : elle-même) : Yaël
- Peter Polycarpou (VF : Mostefa Stiti) : Abdel Khader
- Daniel Lundh (VF : lui-même) : Roni
- Anatol Yusef (VF : Hicham Nazzal) : Major Tell
- Jamie Harding (VF : Damien Ferrette) : Amin Chahine
- Laura Weissbecker : Agnieska
- Robert Atiko : Jamil Mordam
- Daniel Ben Zenou (VF : Majid Bouali) : Daoud
- Élie Chouraqui (VF : lui-même) : Isaac Roth
- Kristian Hillman : Party Guest
- John Howarth : Husseini
- Dominic Jephcott : Major Stevens
- Daniel Kischinovsky : Sergei
- Ryan Kruger : Jewish extremist
- Derek Lawson : Mechanic
- Liron Levo
- Matthew Marsh (VF : Philippe Dumond) : Sir Gordon
- Gordon Newell : Harry
- Christopher Simon : Malmond Pasha
- Jonathan Uziel : Post Manager
- René Zagger (VF : Julien Kramer) : Golan